# ストーニーポイントの戦い
ストーニーポイントの戦い（英: Battle of Stony Point）は、アメリカ独立戦争中の1779年7月15日から16日にかけての夜に、ニューヨーク、ストーニーポイントで、大陸軍とイギリス軍との間に行われた戦闘である。
この砦はハドソン川を渡すための重要な渡河点だったが、占領の3日後には放棄された。イギリス軍上層部はその年後半に、砦の位置が防衛し難いものであると判断し、これを守ることを諦めた。この渡河点はその2年後、ヨークタウンに進軍する大陸軍が使用した。

## 背景
1777年10月のサラトガの戦いでイギリス軍ジョン・バーゴイン将軍が降伏し、その後にフランスがアメリカの同盟国としてアメリカ独立戦争に参入した後、イギリス軍の対アメリカ戦略は変わらざるを得なかった。北部では経済や軍事の拠点に対する襲撃に縮小し、ジョージ・ワシントンの大陸軍を決戦の場に引き出すことが戦略となった。しかし、ワシントンはイギリス軍が本拠とするニューヨーク市周辺の防御が強化された陣地にその軍隊を配置し、それ以上は出て来ようとはしなかった。
1779年のイギリス軍の作戦は大きな野望があったが結局は損なわれた。北アメリカ総司令官ヘンリー・クリントン中将の意見では兵力が不足しており、作戦のために約束されていたはずの援軍の到着が遅れた。クリントンはニュージャージー北部ミドルブルックにあった大陸軍宿営地を弱体化させたうえで、ニューヨーク市から侵攻してそこを奪おうと考えた。これが成功すればワシントンの補給線に脅威を与え、会戦を行うとすればより適した地形であるハドソン川岸沿いの高原に大陸軍を引き出すことができると考えた。

### イギリス軍の配置
1779年5月下旬、クリントンはこの戦略の端緒として約8,000名の軍隊を率いてハドソン川を遡った。6月1日までに西岸のストーニーポイントと東岸のバープランクポイントを占領し、その防御強化工事を開始した。この動きによって、ウェストポイントより南約10マイル (16 km)、ニューヨーク市から北に35マイル (56 km)、ハドソン川が細くなり主要な渡河地点であったキングの渡しが事実上閉鎖された。
クリントンはミドルブルックに行軍できるように援軍を待つ間、6月初旬にコネチカットの海岸都市に対して襲撃を行うためにウィリアム・トライオンに2,000名以上の部隊を付けて派遣した。クリントンの回想録ではこれでワシントン郡をさらに東に引き出す目的があったとされている。ワシントンはコネチカットの救援のためには大した軍勢を派遣しなかった。クリントンはその作戦のためにストーニーポイントとバープランクポイントの守備勢力を減らした。
ストーニーポイントにはヘンリー・ジョンソン中佐の指揮する第17歩兵連隊の部隊が駐屯していた。この連隊には第71歩兵連隊の2個大隊の1つに所属する擲弾兵1個中隊、ロイヤル・アメリカン連隊の1個中隊相当の分遣隊、およびロイヤル砲兵連隊の分遣隊が付いた。野砲は15門あり、その中には鉄製5門および真鍮製2門のカノン砲、4門の迫撃砲、4門の小型榴弾砲が含まれていた。イギリス海軍の砲艦1隻が川からの接近に対して守るように配置され、武装スループ艦バルチャーも川に停泊していた。
ワシントンは近くのバックバーグ山頂上から望遠鏡でこの砦構築の様子を観察した。歴史家達は、ワシントンがさらに地元商人から集めた情報によって守備隊の勢力、使われている合言葉の種類、特にバックバーグ山からは見えない砦南側の哨所の配置について作戦を作り上げていたと考えている。ワシントンはこの期間に攻撃作戦を作り上げ、ペンシルベニア戦隊の指揮官であるアンソニー・ウェイン准将をその作戦指揮官に選んだ。
ストーニーポイントのイギリス軍陣地は防御の施されたものだったが、18世紀ヨーロッパの感覚で真の砦と呼べるものまでは意図されていなかった。石材が使われず、壁も構築されなかった。防御は土盛りの凸角堡（砲台）と逆茂木（倒木の先端を尖らせ盛り土の上に立てた）で構成されていた。この陣地には西側からのみ接近できる岩の多い高台にあり、前面は川で、両側面は広大な湿地で守られていた。

### 大陸軍の戦術

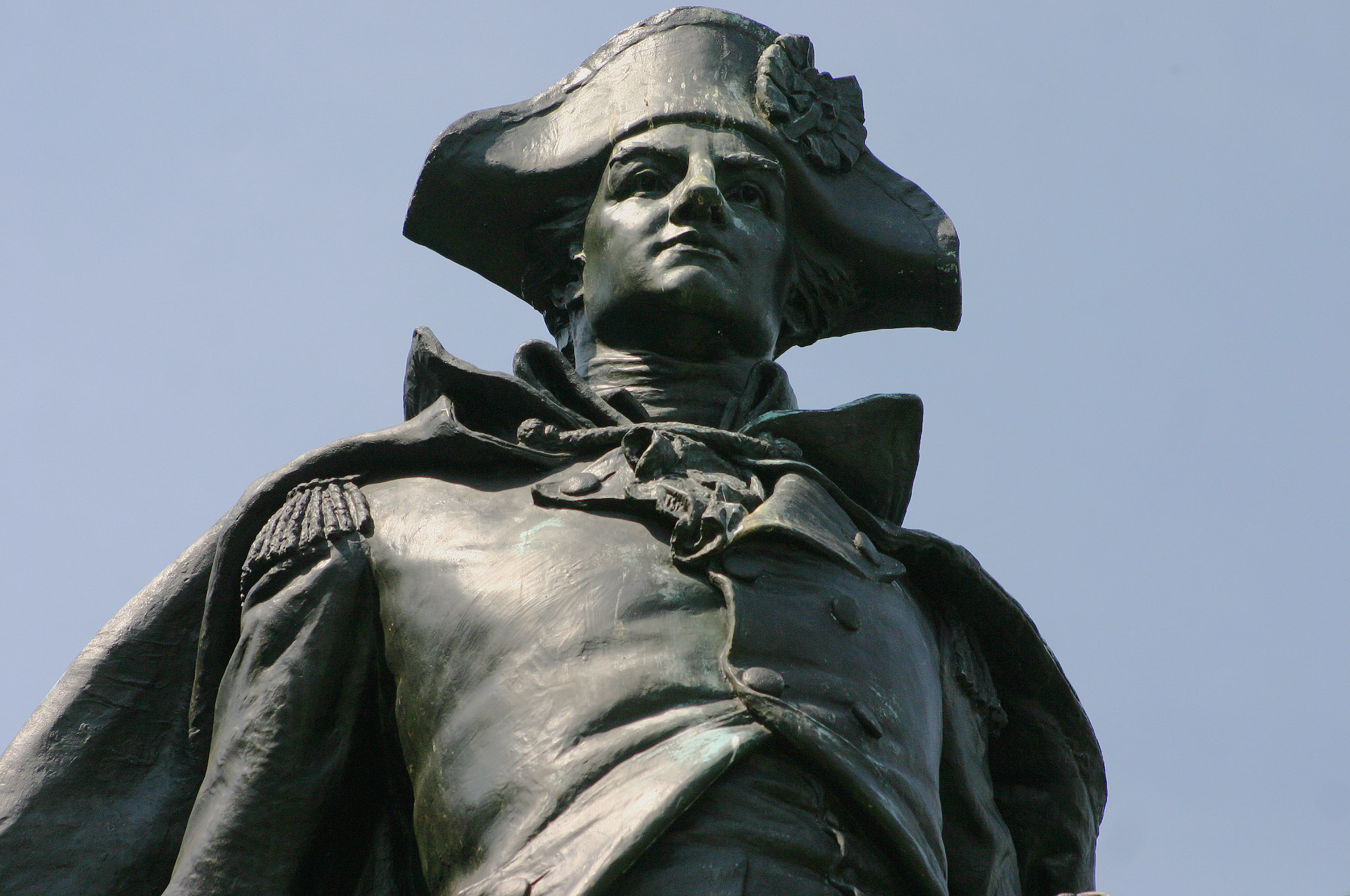
アンソニー・ウェイン将軍の銅像、ストーニーポイントに置かれている

この陣地を襲うために6月12日に軽歩兵軍団が編成され、ウェイン将軍が指揮官に指名された。この軽歩兵軍団は1777年から1781年まで毎年、ワシントン軍各連隊の軽歩兵中隊の中から季節によって選抜編成された戦闘集団だった。1779年軍団は4個連隊による1個旅団となり、各連隊は4個中隊による2個大隊で構成された。その詳細は以下の通りだった。
- 第1連隊、クリスチャン・フィビガー大佐指揮のバージニア第2連隊、バージニアの6個中隊とペンシルベニアの2個中隊で構成
- 第2連隊、リチャード・バトラー大佐指揮の第9ペンシルベニア連隊、ペンシルベニアとメリーランドの各4個中隊で構成[9]
- 第3連隊、リターン・J・メグス大佐指揮のコネチカット第6連隊、コネチカットの8個中隊で構成
- 第4連隊、マサチューセッツの6個中隊とノースカロライナの2個中隊で部分的に編成された、暫定指揮官はマサチューセッツ第8連隊のウィリアム・ハル少佐、第4連隊は8月に完全に編成され、ルーファス・パットナム大佐が指揮した。

1,350名の軍団によって行われる砦への急襲作戦には夜襲を必要とした。各連隊は300ないし400名の兵士で構成され、その中にはイギリス軍の野砲を捕獲した場合の砲兵も含まれていた。18世紀に軍事原則に従えば、備えの堅い防御陣地に対する攻撃には十分な勢力とは言えなかったが、ワシントンの作戦は急襲という要素に加えて砦の致命的な欠陥につけこむことがあった。陣地南側の岸にある木製逆茂木はハドソン川の水深が深い所まで広がってはおらず、干潮のときの狭い海浜にそってならば攻撃することができた。主力の攻撃はこの方向からとされたが、ワシントンは実行可能な場合に第二次と陽動の攻撃も砦の北岸に沿ったものと中央の土手道を越えることで行うよう忠告していた。
ワシントンはウェインに必要ならば作戦を修正しても良いという指示を与えていた。これはワシントンの場合には異常なことであり、ウェインの戦術的能力を高く買っていたこと示している。この襲撃は困難なものになるはずだった。真夜中に行われること、兵士達はストーニーポイントの急峻で岩だらけの側を攀じ登らなければならないこと、および急襲が必要なことだった。急襲を有効にするためにワシントンは兵士達に弾を填めていないマスケット銃を携行させ銃剣のみを使って攻撃するように命令した。これは銃を発砲すればイギリス軍の哨兵に気付かれるからだった。例外的に弾を填めた銃剣を携行させたのは、ウェインが土手道越えを指示したノースカロライナの軽歩兵2個中隊であり、イギリス軍が攻撃を予想できたその防御工作の中央を陽動攻撃するためだった。この大隊はハーディ・マーフィー少佐が指揮しており、陽動戦術としてその武器で一斉射撃を行うよう指示されていた。
ウェインはバトラーの第2連隊約300名を選んで砦の北岸から攻撃するよう指示し、ウェイン自身は第1および第3連隊とハルのマサチューセッツ軽歩兵分遣隊からなる主力を率いて南岸に進むこととした。この主力では100名と150名の前衛隊がそれぞれ障害物を払う先鋒となり、各前衛隊の20名が決死隊となって部隊を守り、最初に砦の中に入るものとされた。ウェインは砦に一番乗りした者、および戦闘で傑出した働きをした者に報奨金を出すと宣言した。

## 戦闘
1779年7月15日、軽歩兵軍団は朝に集合した後、正午からモントゴメリー砦の北にあるサンディビーチから行軍した。行軍中に出遭った市民は何れもイギリス軍への通報をさせないために拘束された。荒い地形や道とも言えないような道路を進むために部隊は一列縦隊を強いられ、イギリス軍に見破られないために西のクィーンズボロを抜けて西に進んでからダンダーバーグ山を越える回り道を通った。砦の西1.5マイル (2 km) にあるスプリングスティール農場に到着し始めたのが午後8時であり、10時までに攻撃隊形を作り上げた。兵士達にはラム酒が与えられ、命令が伝えられた。暗闇の中でイギリス兵との区別が付けられるように帽子にピン止めする白紙も与えられた。部隊は午後11時半に攻撃開始点に移動し、即座に展開して真夜中に攻撃を開始することとされた。
悪天候が大陸軍を助けた。雲が月光を遮り、強風のためにヘイバーストロー湾にいたイギリスの艦船はストーニーポイント沖の持ち場を離れて下流に動いていた。計画通りの真夜中に砦の湿地側を越えた部隊が攻撃を始めた。南側の部隊は予想に反してその接近路が2ないし4フィート (60 - 120 cm) の水に浸かっており、逆茂木の第一線に到着するまでに30分間も水の中を歩く必要があった。その間にこの部隊とマーフリーの陽動部隊がイギリス軍哨兵に気付かれ発砲された。その銃火の下をウェインの部隊はイギリス軍第一防御線の中に入ることができた。ウェイン自身はマスケット銃の流れ弾を頭に受けて倒れ、フィビガー大佐に部隊の指揮権を渡した。一方バトラーの部隊は逆茂木を抜けて進軍することに成功しており、その間に兵士を1人失っただけだった。2つの部隊はほとんど同時にイギリス軍の前線を突破し、砦の最頂部を占領した。このときイギリス軍第17歩兵連隊の6個中隊はマーフリーの陽動攻撃に対抗する陣を張っており、これが砦と遮断された。
イギリス軍の上部工作物に最初に入った兵士はフランソワ・ド・フルーリー中佐であり、第1連隊の1個大隊を指揮するフランス人貴族の工兵技師だった。その後にピーター・フランシスコ、ヘンリー・ノックス中尉、ウィリアム・ベイカー軍曹およびジョージ・ダンロップが続いた。この工作物に入った兵士達は「砦は我が軍のものだ」と叫んだ。これは敵軍と見方を見分けるために前もって決められていた合言葉だった。攻撃は25分間続き、午前1時を過ぎた頃には1779年におけるワシントン軍の大成果となったことが判明した。
ウェイン軍の損失は15名が戦死、83名が負傷だった。戦果としては546名を捕虜に取り、そのうち74名が負傷していた。アメリカ側の史料ではイギリス軍の戦死を63名としているものがあるが、軍事歴史家のマーク・M・ボートナーは公式のイギリス軍報告書の戦死20名を認めている。しかしこの報告書（1779年7月24日付け、ジョンソン中佐からヘンリー・クリントン宛）では戦死、負傷および捕虜とは別に58名が不明ということも挙げている。その多くはハドソン川で溺れたと考えられる。
ウェインは夜明け前にワシントンに宛てて簡単な伝言を送った。「砦と守備隊、ジョンソン大佐を含め我々のものである。兵士達は自由のために決死の覚悟をした者のように振舞った。」翌日ワシントンは馬で現地を訪れて戦場を査察し、兵士達を祝福した。ウェインはその功績で大陸会議からメダルを授与された。これは独立戦争の間でも数少ない表彰の一つだった。

## 戦いの後
ワシントンがウェインに与えた指示では、ストーニーポイントを奪取した後はバープランクポイント襲撃の可能性を認めていた。ストーニーポイント攻撃の一部としてワシントンは2個旅団にバープランクに向けた行動を開始するよう指示しており、小部隊とともに派遣されたルーファス・パットナム大佐にはイギリス軍守備隊の注意を引きつけるよう指示していた。パットナムはストーニーポイントへの攻撃が始まった直後にバープランクに対する陽動攻撃を開始し、朝までイギリス軍引きつけることができた。
7月16日の朝、ウェインの部隊はストーニーポイントの大砲をバープランクに向けて据え直したが、長距離射程ではほとんど損傷を与えられなかった。しかしその砲撃はスループ艦バルチャーをして碇を切らせ下流に移動させるには十分だった。ワシントンは続いて17日にロバート・ハウ将軍に2個旅団をつけてバープランクを包囲させるべく派遣したが、この部隊は適切な大砲や攻城武器を持っておらず、砦を封鎖する以上のことは出来なかった。7月18日、上流に送られた艦船から幾らかのイギリス軍部隊が上陸し、さらに多くの部隊が陸路をやって来るという噂もあったので、ハウは撤退を決めた。
ワシントンは何れの地点も保持する意図は無かったので、捕獲した大砲や物資を運び出した後の7月18日にはストーニーポイントを放棄した。イギリス軍は短期間この地を再占領したが、10月にはクリントンが南部でチャールストン包囲戦を行う遠征隊を派遣するためにストーニーポイントを放棄した。

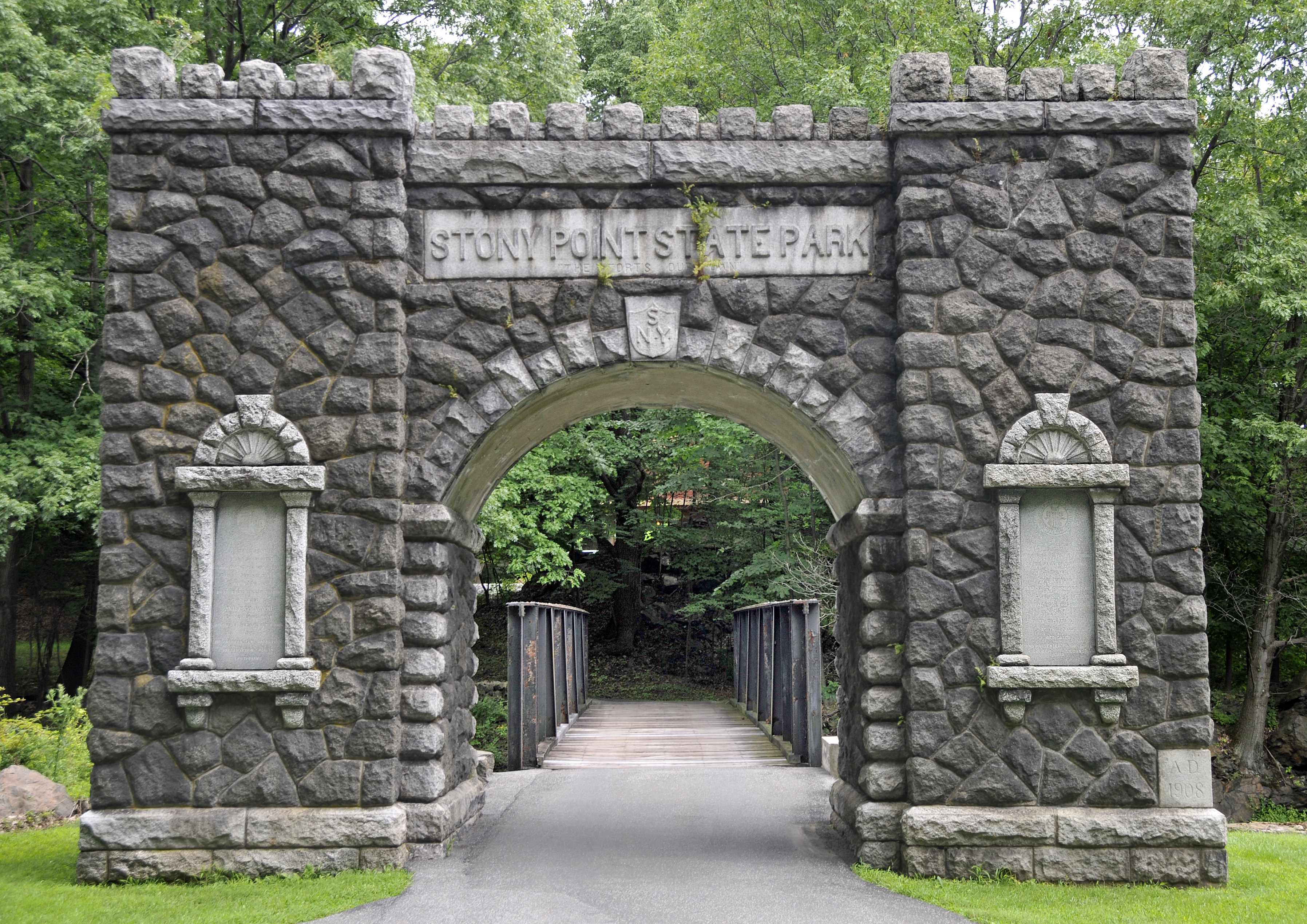
ストーニーポイント州立公園

捕虜になった士官達の幾らかは戦闘の直後に交換されたが、400名以上の捕虜はペンシルベニアのイーストンにあった捕虜収容所に送られた。7月17日に起こった少数の捕虜による反乱はイギリス軍軍曹1名が殺され、約20名が負傷する結果に終わった。
当時のアメリカ側の証言では、ウェインは1777年の「パオリの虐殺」で部下が苦渋を嘗めていたにも拘わらず、ストーニーポイントでのイギリス軍捕虜には慈悲を与えたとされている（イギリス国王ジョージ3世はイギリス軍に与えられた「慈悲」について聞いたときに涙を抑えたとされている）。イギリス軍の報告書も守備隊に与えら得た予想外の寛大な処置について記している。

### 戦場の保存
ストーニーポイント州立歴史史跡では戦場跡を保存しており、特に夏季には解説書があり、ツアー、および実演が行われている。ここにある博物館では戦闘に関わる1門の榴弾砲、2門の迫撃砲などが展示されている。ここは1961年にアメリカ合衆国国定歴史建造物に、1966年にはアメリカ合衆国国家歴史登録財にも登録された。